# Гладилина, Анна Васильевна
Анна Васильевна Гладилина (родилась 5 июня 1988 года) — российская паралимпийская фехтовальщица на колясках, мастер спорта России международного класса.

## Биография
Училась на факультете экономики и менеджмента Курского государственного университета. В 2008 году на свадьбе друзей попала в автокатастрофу: водитель машины, в которой она ехала, на скорости не вписался в поворот и врезался в дерево. После травмы проходила долгую реабилитацию, окончила университет с дипломом маркетолога.
Занялась паралимпийским фехтованием, неоднократно одерживала победы в чемпионате и кубке России. В 2014 году в качестве гостя была приглашена на зимние Паралимпийские игры в Сочи. Тренер — Ю. А. Толмачев.
Неоднократный призёр чемпионатов мира по фехтованию на колясках. В настоящее время — председатель регионального отделения Паралимпийского комитета России в Курске, советник губернатора Курской области по правам лиц с ограниченными возможностями здоровья.

## Достижения
Чемпионаты Европы
- Чемпион: 2016 (шпага, категория C)
- Бронзовый призёр: 2016 (рапира, категория C)

Чемпионаты мира
- Серебряный призёр: 2015 (рапира, категория C), 2019 (рапира и шпага, категория C)
- Бронзовый призёр: 2015, 2017 (оба — рапира, категория C)

Другие награды
- Мастер спорта России международного класса: 2 октября 2018[5]
- Лауреат премии общественного признания «Курская антоновка» (2013, номинация «Русский характер»)[4]